# Pedro Rodríguez Marín
Pedro M. Rodríguez Marín (València, 23 d'abril de 1965) és un artista faller que ha desenvolupat majoritàriament la seua trajectòria professional com a creador de falles infantils. Tot i això, la seua carrera artística va iniciar-se a la realització de falles grans a obradors com el de Latorre i Sanz.
En la seua producció trobem més de 20 obres per a la secció especial infantil de les Falles de València plantades per a les comissions Plaça de la Mercè, Regne de València-Duc de Calàbria, Plaça del Pilar i Ceramista Rosa-J.M. Mortes Lerma. Des de l'any 2014 l'artista aposta per l'experimentació i la reflexió amb les seues obres per a la comissió Vall de Laguar-Pare Ferris.
Pedro Rodríguez compta amb tres Ninot indultats infantils aconseguits els anys 2009, 2011 i 2013 amb Regne de València-Duc de Calàbria destacant les tres figures pel seu compromís social dedicades a la solidaritat, a Vicente Ferrer i a la situació dels xiquets del Sàhara Occidental.
En 2014 participa a l'exposició i subhasta solidària "L'aventura de les Falles" organitzada per la comissió Regne de València-Duc de Calàbria al Centre Cultural la Beneficència.